# Sinagoga Beth Israel (Aruba)
La Sinagoga Beth Israel és la sinagoga de la comunitat jueva d'Aruba, situada a la capital de l'illa, Oranjestad. La sinagoga Beth Israel és una congregació independent amb un estil liberal similar al judaisme reformista o el judaisme conservador. La comunitat està formada principalment per immigrants jueus que van arribar a Aruba des de diferents parts del món, i la van convertir en la seva llar. Després de 1924, un nombrós grup de jueus de l'Est europeu, principalment de Polònia, es van instal·lar allà, juntament amb els jueus d'Països Baixos i famílies sefardites de l'antiga colònia holandesa sud-americana de Surinam. La comunitat va obrir un centre jueu el 1942 -el club de camp jueu- i quatre anys més tard, amb l'arribada d'alguns supervivents de l'Holocaust, la comunitat es va organitzar oficialment.